# Wangame Studios
Wangame Studios és una creadora de videojocs xinesa especialitzada en la intel·ligència artificial.
烽火英雄傳 (pinyin feng1 huo3 ying1 xiong2 zhuan4, literalment: ‘Llegendes d'herois faro’) és un històric videojoc RPG creat per l'empresa que es basa en els esdeveniments de la dinastia xinesa Tuoba Wei. Invasions, conflictes polítics i alarma social estan presents en el joc en el qual l'oficial Han Yi a retornar al seu país la pau en aquesta era de por.